# Gerichtsbezirk St. Pölten

Landes- und Bezirksgericht St. Pölten

Der Gerichtsbezirk St. Pölten ist einer von 24 Gerichtsbezirken in Niederösterreich und umfasst die Stadt St. Pölten sowie 25 Gemeinden des Bezirks St. Pölten. Für den Gerichtsbezirk ist das Bezirksgericht St. Pölten zuständig, der übergeordnete Gerichtshof ist das Landesgericht St. Pölten.

## Geschichte
Mit 1. Juli 2002 wurde das Bezirksgericht Herzogenburg und mit ihm der Gerichtsbezirk Herzogenburg aufgelassen, die Gerichtsbezirke im Bezirk St. Pölten wurden dabei neu aufgeteilt. Der Großteil der Gemeinen des ehemaligen Gerichtsbezirks, namentlich Herzogenburg, Inzersdorf-Getzersdorf, Nußdorf ob der Traisen, Obritzberg-Rust, Statzendorf, Traismauer und Wölbling, wurden dem Gerichtsbezirk St. Pölten zugewiesen, Kapelln und Weißenkirchen an der Perschling kamen zum Gerichtsbezirk Neulengbach. Mit selben Datum kamen die Gemeinden Böheimkirchen, Kasten bei Böheimkirchen, Michelbach und Stössing vom Gerichtsbezirk St. Pölten zum Gerichtsbezirk Neulengbach.

## Gerichtssprengel
Einwohner: Stand 1. Jänner 2024

### Städte
- Herzogenburg (7963)
- St. Pölten (58.856)
- Traismauer (6517)
- Wilhelmsburg (6489)

### Marktgemeinden
- Frankenfels (1894)
- Hafnerbach (1662)
- Hofstetten-Grünau (2712)
- Karlstetten (2226)
- Kirchberg an der Pielach (3142)
- Markersdorf-Haindorf (2058)
- Neidling (1531)
- Nußdorf ob der Traisen (1903)
- Ober-Grafendorf (4922)
- Obritzberg-Rust (2346)
- Prinzersdorf (1707)
- Pyhra (3593)
- Rabenstein an der Pielach (2471)
- Wölbling (2451)

### Gemeinden
- Gerersdorf (1094)
- Haunoldstein (1256)
- Inzersdorf-Getzersdorf (1686)
- Loich (551)
- St. Margarethen an der Sierning (1038)
- Schwarzenbach an der Pielach (348)
- Statzendorf (1420)
- Weinburg (1399)